# The Bonzo Dog Doo-Dah Band
The Bonzo Dog Doo-Dah Band (também conhecida como The Bonzo Dog Band) é uma banda musical britânica criada na década de 1960. Combinando elementos de music hall, trad jazz e pop psicodélico com humor surreal e arte de vanguarda, a banda chamou a atenção do público em 1968 através do programa humorístico de televisão, Do Not Adjust Your Set, da ITV. Também fizeram uma aparição no filme dos Beatles, Magical Mystery Tour.
O grupo foi fundado por Neil Innes e Vivian Stanshall, estudantes de arte. O nome da banda originalmente era The Bonzo Dog Dada Band, combinando o nome de Bonzo the Dog, um cão personagem de desenho animado popular no Reino Unido nos anos 1920, com o movimento artístico Dada.

## Membros
Os integrantes principais  do grupo durante a maior parte da carreira foram:
- Vivian Stanshall (1943–1995): trompete, vocal principal
- Neil Innes (n. 1944): piano, guitarra, vocal principal
- Rodney "Rhino" Desborough Slater (n. 1944): saxofone
- Roger Ruskin Spear (n. 1943): sax tenor e vários dispositivos
- "Legs" Larry Smith (n. 1944): bateria

O line-up da banda variava, às vezes semanalmente, e eles também convidavam vários músicos para o estúdio de gravação. 
Entre os músicos convidados estavam: Vernon Dudley Bohay-Nowell, Martin "Sam Spoons" Ash, "Happy " Wally Wilks, Tom Parkinson, Chris Jennings, Claude Abbo, Trevor Brown, Tom Hedge, Eric Idle, Eric Clapton, Elton John, Paul McCartney, Leon Williams, John Parry, Raymond Lewitt, Sidney Sidney Nicholls, James "Jim Strobes" Chambers, Bob Kerr, Dave Clague, Joel Druckman, "Borneo" Fred Munt, Chalky Chalkey, Dennis Cowan, Aynsley Dunbar, Jim Capaldi, Anthony 'Bubs' White, Andy Roberts, Dave Richards, Pete Currie, Dick Parry, Hughie Flint, Tony Kaye e Glen Colson. 
Keith Moon, que se tornou grande amigo de Stanshall e Smith, tocou bateria durante parte do show do The Bonzo no Plumpton Festival de 1969 (The Who foi o destaque da noite).
Stanshall e Innes foram os principais compositores da banda, com contribuições ocasionais de Spear, Slater e Smith. Apóso fim da banda, tanto Innes e Stanshall se tornaram membros fundadores da Grimms, juntamente com os membros do The Scaffold e The Liverpool Scene.

## Tributos
A banda de indie-rock Death Cab for Cutie tirou seu nome da música do Bonzo Dog Doo-Dah Band de mesmo nome, e a banda de rock psicodélico Poisoned Electrick Head tirou seu nome de uma frase inventada na música do Bonzo ". My Pink Half of the Drainpipe ". Além disso, a banda britânica indie dos anos 90, Sofa Head, recebeu seu nome da música de mesmo nome do Bonzo (que não recebeu um lançamento oficial até 1987).

## Discografia
Albuns de estúdio
- 1967 Gorilla (como The Bonzo Dog Doo-Dah Band)
- 1968 The Doughnut in Granny's Greenhouse  (#40 nas paradas) (The Bonzo Dog Band)
- 1969 Tadpoles (chart #36) (Bonzo Dog Band) (lançado com o nome de Urban Spaceman nos Estados Unidos)
- 1969 Keynsham (Bonzo Dog Band)
- 1972 Let's Make Up and Be Friendly (Bonzo Dog Band)
- 2007 Pour l'Amour des Chiens (The Bonzo Dog Doo-Dah Band)

Singles
- 1966 "My Brother Makes the Noises for the Talkies" / "I'm Going to Bring a Watermelon to My Girl Tonight" (Parlophone R5430)
- 1966 "Alley Oop" / "Button Up Your Overcoat" (Parlophone R5499)
- 1967 "Equestrian Statue" / "The Intro and The Outro" (Liberty LBF 15040)
- 1968 "I'm the Urban Spaceman" / "The Canyons Of Your Mind" (UK Singles Chart: #5) (Liberty LBF 15144)
- 1969 "Mr. Apollo" / "Ready-Mades" (Liberty LBF 15201)
- 1969 "I Want to Be with You" / "We Were Wrong" (Liberty LBF 15273)
- 1970 "You Done My Brain In" / "Mr Slater's Parrot" (Liberty LBF 15314)
- 1972 "Slush" / "Music From Rawlinson End" (United Artists UP 35358) (single creditado a Neil Innes) (não-lançado)
- 1972 "Slush" / "Slush" (U.S.) (United Artists UP 50943) (versão promocional)
- 1972 "Slush" / "King of Scurf" (U.S.) (United Artists UP 50943)
- 1992 "No Matter Who You Vote For, The Government Always Gets In (Heigh Ho)" CD EP Single (China Records WOK 2021)

Coletâneas e variações
- 1970 The Best of the Bonzos
- 1971 The Alberts, The Bonzo Dog Doo Dah Band, The Temperance Seven
- 1971 Beast of the Bonzos
- 1974 The History of the Bonzos
- 1983 Some of the Best of the Bonzo Dog Band
- 1984 The Very Best of the Bonzo Dog Doo-Dah Band
- 1990 The Bestiality of the Bonzos
- 1990 The Best of the Bonzo Dog Band
- 1990 The Peel Sessions (EP de 4 faixas 12" & CD single)
- 1992 Cornology (3-CD set)
- 1995 Unpeeled
- 1999 Anthropology: The Beast Within
- 2000 New Tricks
- 2002 The Complete BBC Recordings (relançamento revisado de Unpeeled)
- 2006 Wrestle Poodles... And Win! (album rde reunião ao vivo )
- 2007 Remasterizações em CD dos cinco LPs originais (incluindo faixas bônus raras e inéditas)
- 2011 A Dog's Life (3-CD set - relançamento de Cornology usando as remasterizações de 2007)
- 2013 Two Original Classic Albums (relançamento remasrterizado de Gorilla e Doughnut )
- 2017 The End Of The Show: Lost Treasures 1967-2016 (box de 4 CDs de raridades ao vivo e estúdio)